# Рой Чабби Браун
Рой Чабби Браун (англ. Roy Chubby Brown, при рождении Ройстон Вэйси (англ. Royston Vasey); род. 3 февраля 1945 года) — британский комик, известный своим саркастическим юмором. Его свободный стиль речи, шутки ниже пояса и отсутствие заботы о политкорректности иногда вызывают споры.

## Биография

### Ранняя жизнь
Родился в 1945 году. У Роя есть сестра Барбара. В 14 лет он покинул дом родителей. Его дальнейшие несколько лет были полны лишений и тяжёлой работы. Служил в Торговом флоте Великобритании. Ему также довелось некоторое время провести в тюрьме .

### Карьера
В 1960-х годах Браун стал выступать с комедийными номерами в мужских клубах. Также он присоединился в качестве барабанщика в местной группе Pipeline, в которой выступал вместе со своими двоюродными братьями и другом.
Браун появился на британском телевизионном шоу талантов New Faces в 1970-х годах, заняв второе место в стране. Он провалил прослушивание другого телевизионного шоу, Opportunity Knocks, после слова «задница» во время интервью.
Браун — комик с более чем 30-летним стажем. Его живые выступления были выпущены в рождественское время с 1990 по 2015 год. Выпуск в ноябре 2011 года был отложен до 2012 года из-за проблем с местом проведения, техническими проблемами и сроками.

### Личная жизнь
Рой — болельщик футбольного клуба «Мидлсбро».
В 2002 году Брауну был поставлен диагноз рак горла и он был успешно прооперирован.
В 2003 году Браун был оштрафован на 200 фунтов стерлингов в Блэкпуле за использование зонтика для гольфа для физического нападения на незнакомого мужчину. Из этого инцидента Браун сказал: «У меня есть традиционные ценности, и я хотел, чтобы мужчина прекратил ругаться перед женщинами и детьми, которые были на пирсе».
В 2006 году он выпустил автобиографию под названием «Просто как грязь: Автобиография Роя Чабби Брауна».
Он является совладельцем скаковой лошади Расаман.
В декабре 2011 года Браун самостоятельно опубликовал сборник воспоминаний из своей жизни и карьеры с изданием Fast-Print под названием It’s Funny Being Me.